# RuneScape
Runescape — кроссплатформенная многопользовательская ролевая онлайн-игра, разработанная Jagex. Выполненная в виде клиентского Java-приложения, она предоставляет игрокам полноценный трёхмерный виртуальный мир. При этом не требуется инсталляции, достаточно иметь браузер и установленную виртуальную машину Java. Игра нетребовательна к скорости соединения с Интернетом, и на низких настройках графики доступна практически с любого компьютера. Игра пользуется высокой популярностью: в 2012 году количество зарегистрированных пользователей в игре превысило 200 миллионов. В 2008 году Runescape была занесена в Книгу рекордов Гиннесса как самая популярная бесплатная MMORPG в мире; позже игра была вновь внесена туда же в другой номинации: как MMORPG с наибольшим числом программных обновлений.
Игра делится на бесплатную и платную версии. В платной версии — больше регионов для исследования, навыков, монстров, доспехов, оружия. Бесплатная версия — демонстрация игровых особенностей.
Первая версия игры, вышедшая в 2001 году, имела двухмерную спрайтовую графику. В 2004 году ей на замену вышла вторая версия игры с трехмерной графикой и новым игровым движком, персонажи со всеми их характеристиками и виртуальное имущество игроков были перенесены в новую версию игры. В 2013 году компания-разработчик объявила о намерении перевода игры на платформу HTML5, также с значительно улучшенной графикой, а также о возможном выходе версий игры для планшетных компьютеров и игровых консолей.

## Игровой процесс
В игре полторы сотни серверов в разных странах. Их в RuneScape называют мирами, и при входе в игру можно выбрать любой. Персонаж игрока со всем нажитым имуществом может свободно переходить из мира в мир и разговаривать с игроками в других мирах.
Действие игры происходит в вымышленном королевстве Gielinor, разделённым на несколько регионов и городов. У игрока есть возможность перемещаться по карте — пешком или используя различные способы транспортировки. Каждый игрок может выбрать свои путь развития и прокачки персонажа, как и многие другие игры жанра MMORPG, RuneScape отличается нелинейностью сюжета. Ролевая система построена на навыках (англ. skills): развивая то или иное умение, вы повышаете свой уровень — отдельный для каждого навыка. При взгляде на других игроков вы видите их общий боевой уровень, который высчитывается из уровней силы, атаки, защиты, здоровья, стрельбы, магии, молитвы и навыка призывания существ. Другие навыки — мирные, например рыбная ловля, кулинария, воровство, изготовление зелий, и т. д.

### Навыки (Skills)
В данный момент в игре присутствуют 25 навыков (англ. Skills). Во время игры пользователь улучшает свои навыки, набирая опыт. Чем выше уровень, тем больше новых возможностей открывается перед игроком. Суммарный уровень всех навыков (англ. Total Level) определяет место игрока в таблице рекордов (англ. High Scores). Максимальный уровень каждого навыка — 99 (кроме Dungeoneering, здесь существует 2 вехи — 99 и 120 уровень). По достижении этого уровня игрок получает право носить особый плащ (купить который можно только в платной версии игры), а также выполнять специальную эмоцию, подчеркивающую мастерство в определённом навыке. Основная часть навыков доступна как в бесплатной (Free-to-play), так и в платной (Pay To Play) версии.
Перечень навыков бесплатной версии:
- Атака (англ. Attack) — влияет на шанс попадания и нанесения урона. Также позволяет игроку использовать более мощное оружие.
- Сила (англ. Strength) — влияет на силу попадания и снятое количество жизней. Также дает возможность использовать лучшее оружие и надевать разные доспехи.
- Защита (англ. Defence) — уменьшает шанс потери единиц здоровья. В соответствии с уровнем защиты игрок может носить те или иные доспехи.
- Здоровье (англ. Constitution) — количество жизней игрока.
- Стрельба (англ. Ranged) — влияет на точность стрельбы и силу попадания из оружия дальнего боя. Также позволяет игроку надевать более мощную амуницию.
- Магия (англ. Magic) — определяет какие заклинания способен производить игрок, но не определяет силу урона, у каждого заклинания свой лимит урона, который им можно нанести.
- Молитва (англ. Prayer) — чем выше уровень, тем больше разновидность и продолжительность действия молитв, которые по сути представляют собой кратковременные бонусы к определённым умениям (боевым).
- Изготовление рун (англ. Runecrafting) — влияет на количество и разновидность изготавливаемых рун.
- Добыча руды (англ. Mining) — влияет на разновидность и скорость добычи руды.
- Кузнечное дело (англ. Smithing) — позволяет самому изготавливать доспехи и оружие (мечи, палицы, боевые топоры, проч.).
- Рыболовство (англ. Fishing) — увеличение скорости ловли рыбы. Также по мере увеличения позволяет ловить новые виды рыбы.
- Приготовление пищи (англ. Cooking) — уменьшает шанс сгорания пищи, позволяет готовить новые блюда.
- Разжигание огня (англ. Firemaking) — позволяет жечь различные виды дров и зажигать источники света.
- Лесорубство (англ. Woodcutting) — влияет на скорость рубки и виды доступных деревьев.
- Ремесленное дело (англ. Crafting) — дает возможность самому делать различные предметы из кожи, стекла, глины, драгоценных камней и металлов.
- Исследование подземелий (англ. Dungeoneering) — исследование подземелий в руинах Daemonheim, представляет собой отдельную игру, но в целостности представляет отдельный скилл.

Навыки, доступные только в платной версии:
- Ловкость (англ. Agility) — позволяет дольше бежать и быстрее восстанавливать энергию бега, а также существенно сокращать дорогу за счёт преодоления препятствий.
- Знахарство (англ. Herblore) — определяет какие травы игрок может очистить и какие зелья приготовить.
- Воровство (англ. Thieving) — определяет, каких персонажей игрок может обворовывать.
- Изготовление луков и стрел (англ. Fletching) — дает игроку возможность создавать оружие дальнего боя.
- Убийство (англ. Slayer) — по мере повышения уровня, доступны новые монстры для убийства. Если же уровень недостаточно высок, игрок или не сможет нанести монстру урон вовсе, или процесс убиения может сильно затянуться.
- Земледелие (англ. Farming) — позволяет выращивать различные травы, овощи, кусты и деревья.
- Строительство (англ. Construction) — дает возможность игроку построить свой собственный уникальный дом.
- Охота (англ. Hunter) — ловля животных самыми разными способами — от простых сачков до сложных ловушек.
- Призывание (англ. Summoning) — возможность вызвать различных созданий, которые помогают как в бою, так и в мирных целях и возможность заводить домашних животных.

Многие возможности навыков бесплатной версии также становятся доступны только в платной.

### Квесты
Квест в RuneScape представляет собой серию заданий, которые игрок получает от неигровых персонажей (англ. NPC). Для выполнения квестов, как правило, требуется определённый уровень в некоторых навыках. Также есть задания, требующие участия двух или более игроков. Квесты делятся на 6 категорий, по уровню сложности:
1. новичок;
2. средние;
3. опытный игрок;
4. мастер;
5. грандмастер;
6. специальные.

Прохождение квеста может занять 10 минут, а может растянуться на несколько часов. После выполнения квеста игрок получает награду. Наградой могут быть деньги, доступ к новым умениям, предметам, опыт или доступ в закрытую ранее локацию.

## Интересные факты
- В 2012 году в прессе появились сообщения о курьезном ограблении, связанном с игрой: 19-летний американец Хамза Байва (Humza Bajwa), угрожая игрушечным пистолетом, который жертва ограбления приняла за настоящий, заставил другого игрока перевести на его счет 4,7 миллиарда игровых монет (около 3 тысяч долларов США). Байва был арестован по обвинению в ограблении второй степени, ему угрожало до 15 лет лишения свободы[11][12].